# OpenLP
OpenLP je svobodný prezentační program určený pro užití v církvi. V základu má proto především podporu pro zobrazování písňových textů a zobrazování úryvků z Bible. Skrze integraci s Impressem z balíku LibreOffice nabízí možnost zobrazovat i jiné typy prezentací a skrze integraci s přehrávačem VLC nabízí i přehrávání médií.
Jedná se o multiplatformní software napsaný v Pythonu za použití knihovny Qt5 a vydávaný pro Microsoft Windows, různé distribuce Linuxu (Ubuntu, Fedora, Arch Linux a Debian), macOS a FreeBSD. Uvolněný je pod licencí GNU GPL.
Historie projektu sahá do roku 2004, kdy jej zaregistroval původní autor Tim Ebenezer na SourceForge.net. Původně se ovšem jednalo o projekt napsaný v Delphi a určený pouze pro Windows. Multiplatformní v Pythonu je až po přepsání od verze 2.0 vydané v roce 2011.